# Hal Shaper
Hal Shaper (Muizenberg, 18 juli 1931 - Kaapstad, 8 januari 2004) was een Zuid-Afrikaans songwriter. Direct nadat hij zijn studie rechten had afgerond, vertrok hij naar Engeland om een loopbaan als songwriter te beginnen. Na zijn succes met de tekst van de hit Softly, as I leave you begon hij een eigen muziekuitgeverij. Hij schreef werk dat door bekende artiesten werd uitgebracht, zoals Frank Sinatra, Elvis Presley en Barbra Streisand.

## Biografie
Shaper werd in 1931 als derde en jongste kind van joodse ouders geboren in het chique Muizenberg nabij Kaapstad. Zijn vader kwam uit Manchester en zijn moeder uit de getto van Łódź. Sinds hij de film Words and music (1948) had gezien, met muziek van Richard Rodgers en Lorenz Hart, wilde hij songwriter worden. In die tijd schreef hij muziek die lokaal in theaters werd opgevoerd. Desondanks begon hij met een studie rechten die hij in 1955 succesvol afsloot.
Met een loopbaan als songwriter voor ogen vertrok hij direct na zijn studie naar Londen. Ondertussen schreef hij zich niet in als advocaat, maar verdiende hij de kost met borden wassen in het restaurant Troubadour in Earls Court. Uiteindelijk kreeg hij een baan als plugger bij popmuziekuitgever Dave Toff. Daarna stapte hij over naar Robbins Music, een kwalitatief beter aangeschreven label waar zijn eerste liedjes op Engelse bodem werden uitgegeven. Deze overstap betekende voor hem het daadwerkelijke begin van zijn loopbaan.
Hij had zijn eerste hit toen hij op een Italiaanse melodie de tekst Softly, as I leave you schreef. Het werd aanvankelijk door Matt Monro uitgebracht en niet lang daarna in de VS door Shirley Bassey. Het lied werd ook in de erop volgende jaren nog meermaals gecoverd. Het leverde hem bij elkaar voldoende geld op om in 1964 zijn eigen muziekuitgeverij te starten, Sparta Music genaamd.
Gedurende zijn verdere carrière schreef hij werk dat door bekende artiesten werd uitgebracht, onder wie Frank Sinatra, Bing Crosby, Elvis Presley, Barbra Streisand, Petula Clark, Val Doonican, Lena Horne, Bobby Darin en Richard Anthony. Daarnaast bracht zijn muziekuitgeverij ook internationale successen voort van andere schrijvers, zoals voor artiesten als de Moody Blues, Desmond Dekker, David Bowie en Blondie.
Verder verschenen tientallen filmtracks van zijn hand die werden opgevoerd in films als The go-between (1971), Papillon (1973), The boys from brazil (1978) en Rambo: First blood (1982). Na terugkeer in Zuid-Afrika schreef hij La Bohème noire waarvoor hij La vie de Bohème van Henry Murger als basis nam met het 20e-eeuwse Soweto als onderwerp.
Sharper trouwde tweemaal en had vijf kinderen. Hij overleed in 2004 op 72-jarige leeftijd in Kaapstad.
- Biblioteca Nacional de España: XX1120489
- Bibliothèque nationale de France: cb148386020 (data)
- Gemeinsame Normdatei: 141967110
- International Standard Name Identifier: 0000 0000 8394 3856
- Library of Congress Control Number: n2008009835
- MusicBrainz: b0712f0b-0df1-420c-bba9-166cecfd3fa6
- Nederlandse Thesaurus van Auteursnamen: 072697512
- Virtual International Authority File: 74119166
- WorldCat: E39PBJf4d488fgx4JJjkKkPG73